# Руфф, Томас
Томас Руфф (англ. Thomas Ruff; 1958 в Целль-на-Хармерсбахе, Германия, живет и работает в Дюссельдорфе, Германия) — современный немецкий фотограф и художник. Один из важных представителей Дюссельдорфской школы фотографии.

## Образование
- National Academy of the Arts, Дюссельдорф

## Творчество
- Начиная с ранних портретов до серий последнего времени с увеличенными изображениями, загруженными из интернета, Руфф исследует пределы фотографии. Как продолжение его Nudes и Substrate серий, последняя jpeg серия использует знакомые изображения из интернета для исследования трансформации и дегенерации образов, подвергшихся электронному распространению. Его монументальные отпечатки некачественных изображений с видимыми пикселями, создают почти импрессионистический эффект. Руфф исследует процессы, связанные с дигитализацией изображений и его влиянием на фотографию и коллективную память.
- Ещё во время обучения, Руфф разработал свой метод концептуальной серийной фотографии. Его первой большой темой стали интерьеры немецких жилых помещений, с типичными чертами 1950—1970-х (Interior 12B, 1980).За этим последовали аналогичные серии с видами зданий (Haus Nr. 8 III, 1988 ) и портретами друзей и знакомых, сделанные в духе снимков на паспорт, (например, портрет (R. Huber), 1988).
- За этими сериями в 1989 последовала серия с изображениями ночного неба, которая уже не была основана на фотографиях самого Руффа (Stern 17h 51m / −22, 1990).
- С 1992 по 1995 Руфф делал ночные снимки с прибором ночного видения, которые напоминали военные или шпионские (Nacht 14 I, 1993).
- В 1994—1996 была создана серия Stereoscopy.
- Следующие серии в 1990-х базировались на фотографиях из газет. Руфф использовал снимки других в том же ключе, что и в серии с ночным небом.
- В 2003 Руфф опубликовал серию Nudes с текстом французского автора Мишеля Уэльбека. Образы были основаны на порнографии из интернета.
- В 2008 Томас Руфф временно отложил своё любимое средство, фотографию, чтобы поэкспериментировать с рисунками на холсте. Новая серия zycles (2008) состоит из больших работ, изображающих линии, плывущие на поверхности в элегантном танце геометрических форм. Руфф использует программы трехмерного моделирования для перевода математических циклов во впечатляющие структуры. Хотя далекие от предыдущих работ Руффа, эти изображения отражают интерес художника к техникам репродуцирования.

## Персональные выставки
- 2005 Thomas Ruff, JPEGs, Mai 36, Цюрих
- 2005 JPEGs, David Zwirner, Нью-Йорк
- 2004 Contemporary Fine Arts, Берлин
- 2004 Thomas Ruff, Arario Gallery, Chungnam, Южная Корея
- 2004 Galerie Johnen & Schöttle, Кёльн, Германия
- 2004 Thomas Ruff: Les Ouvres de la collection Pierre Huber, MAMCO Musee d’art moderne et contemporain, Genf, Франция
- 2003 Mai 36 Galerie, Цюрих
- 2003 David Zwirner, Нью-Йорк
- 2003 Philip Nelson, Париж
- 2003 Thomas Ruff: Fotografias, 1979 — Hoje, Museu de Arte Contemporanea de Serralves, Порто, Португалия
- 2003 Thomas Ruff: Photographs 1979 to Present. Tate Liverpool, Ливерпуль
- 2003 Thomas Ruff: Hans-Thoma-Preis 2003, Hans-Thoma-Museum, Bernau, Германия
- 2003 Thomas Ruff, Centrum Sztuki Wspólczesnej Zamek Ujazdowski, Варшава
- 2003 Galerie Rüdiger Schöttle, Мюнхен
- 2003 Nudes und Maschinen, Kestner Gesellschaft, Гановер
- 2003 Galerie Wilma Tolksdorf, Франкфурт
- 2003 Thomas Ruff, Pusan Metropolitan Art Museum, Пусан, Южная Корея
- 2003 Galerie Lia Rumma, Mailand, Италия
- 2002 l.m.v.d.r., Contemporary Fine Arts, Берлин
- 2002 Thomas Ruff, Museum Folkwang, Эссен, Германия
- 2002 Thomas Ruff: Photographs 1979 to Present, Museet for Samtidskunst, Осло
- 2002 l.m.v.d.r., Galeria Estrany De La Mota, Барселона
- 2002 Identificaciones, Museo Tamayo, Михико
- 2002 Gallery Koyanagi, Токио
- 2002 Thomas Ruff, Artium Centro Museo Vasco de Arte Contemporaneo, Витория Испания
- 2002 Thomas Ruff, Essor Gallery, Лондон
- 2001 Mai 36 Galerie, Цюрих
- 2001 Chabot Museum, Роттердам
- 2001 Essor Gallery, Лондон
- 2001 Galerie Rüdiger Schöttle, Мюнхен
- 2001 Thomas Ruff: Photographs 1979 to Present, Kunsthalle Baden-Baden, Баден-Баден
- 2001 Malkasten, Дюссельдорф
- 2001 Zwirner & Wirth, Нью-Йорк
- 2001 David Zwirner, Нью-Йорк
- 2001 Galeria Helga de Alvear, Мадрид
- 2001 Galerie Johnen & Schöttle, Кёльн

## Награды
- 2003 Hans-Thoma Preis, Германия